# Соса, Фламинио
Флами́нио Со́са Овела́р (исп. Flamínio Sosa Ovelar; род. 24 января 1946) — парагвайский футболист, выступавший на позиции центрального защитника. В 1979 году выиграл с асунсьонской «Олимпией» Кубок Либертадорес, Межконтинентальный кубок, Межамериканский кубок, чемпионат Парагвая, и одновременно со сборной страны — Кубок Америки.

## Биография
Фламинио Соса начинал карьеру футболиста в той же команде, что и его старший брат Альсидес Соса (род. 24 марта 1944 в Карагуатае) — в столичном «Гуарани». Вместе с братом в 1969 году Фламинио стал чемпионом Парагвая.
В 1974 году перешёл в «Олимпию»; за неё с 1971 года уже играл Альсидес, который успел стать капитаном команды. Альсидес покинул «Олимпию» в 1977 году и Фламинио остался единственным представителем своей семьи, который сумел добиться в 1979 году огромного успеха, выиграв все клубные турниры, в которых принимала участия «Олимпия». Фламинио Соса выиграл с «Олимпией» Кубок Либертадорес, а затем, обыграв по сумме двух матчей финалиста Кубка европейских чемпионов «Мальмё» (победитель, «Ноттингем Форест», отказался играть), завоевал Межконтинентальный кубок. Впоследствии «Олимпия» выиграла и значительно менее престижный Межамериканский кубок. Помимо побед на международной арене, с «Олимпией» Соса выиграл четыре чемпионата Парагвая. Фламинио отличался невысоким ростом, но грамотным выбором позиции и цепкостью в игре.
В составе сборной Парагвая Фламинио Соса принял участие в двух розыгрышах Кубка Америки — в 1975 и 1979 годах. В 1979 году Кубок Америки разыгрывался без единой страны-организатора, все стадии турнира проходили по олимпийской системе на вылет — дома и в гостях, — и продолжался с июля по декабрь. Поэтому в составе сборных участвовало довольно большое количество игроков. Так, победителями турнира стали сразу 32 футболиста. В ходе победной кампании Фламинио стал играть за «альбирроху» со стадии полуфинала, и в результате сыграл в розыгрыше без замен пять матчей, включая дополнительный финал на нейтральном поле в Буэнос-Айресе. Таким образом, Соса стал одним из восьми игроком «Олимпии», которые выиграли в 1979 году абсолютно все турниры в мировом футболе, в которых принимали участие.
Фламинио Соса выступал за «Олимпию» до окончания 1981 года, после чего завершил карьеру футболиста.

## Титулы
- Чемпион Парагвая (5): 1969, 1975, 1978, 1979, 1981
- Победитель Кубка Либертадорес (1): 1979
- Победитель Межамериканского кубка (1): 1979
- Победитель Межконтинентального кубка (1): 1979
- Победитель Кубка Америки (1): 1979